# Micropoma
Micropoma es un género de musgos perteneciente a la familia Funariaceae.  Comprende 4 especies descritas y de estas, solo 2 aceptadas.

## Taxonomía
El género fue descrito por Sextus Otto Lindberg y publicado en Notiser ur Sällskapets pro Fauna et Flora Fennica Förhandlingar 11: 56. 1871.  La especie tipo es: Micropoma niloticum (Delile) Lindb.	

## Especies aceptadas
A continuación se brinda un listado de las especies del género Micropoma aceptadas hasta junio de 2015, ordenadas alfabéticamente. Para cada una se indica el nombre binomial seguido del autor, abreviado según las convenciones y usos.
- Micropoma bukobensis Broth.
- Micropoma niloticum (Delile) Lindb.